# Boston (album)
Az 1976-os Boston a Boston debütáló nagylemeze. Az album a második legeladottabb debütáló nagylemez az Amerikai Egyesült Államokban. Világszerte több mint 20 millió példányban kelt el. Szerepel az 1001 lemez, amit hallanod kell, mielőtt meghalsz című könyvben.

## Az album dalai
| 1. | More Than a Feeling | Tom Scholz | 4:45 |
| 2. | Peace of Mind       | Scholz     | 5:02 |
| 3. | Foreplay/Long Time  | Scholz     | 7:47 |

| 1. | Rock & Roll Band             | Scholz            | 3:00 |
| 2. | Smokin'                      | Scholz, Brad Delp | 4:22 |
| 3. | Hitch a Ride                 | Scholz            | 4:11 |
| 4. | Something About You          | Scholz            | 3:48 |
| 5. | Let Me Take You Home Tonight | Delp              | 4:43 |

## Helyezések és eladási minősítések

### Album
| Lista (1976)                     | Helyezés |
| -------------------------------- | -------- |
| US Billboard 200                 | 3        |
| Kanada RPM 100 Albums            | 7        |
| UK (The Official Charts Company) | 11       |
| Franciaország (InfoDisc)         | 13       |
| Új-Zéland (Top 50 Albums)        | 16       |
| Svédország (Top 60 Albums)       | 26       |

### Kislemezek
| Év   | Kislemez            | Lista             | Helyezés |
| ---- | ------------------- | ----------------- | -------- |
| 1976 | More than a Feeling | Billboard Hot 100 | 5        |
| 1977 | Long Time           | Billboard Hot 100 | 22       |
| 1977 | Peace of Mind       | Billboard Hot 100 | 38       |

### Eladási minősítések
| Szervezet                | Minősítés             | Dátum              |
| ------------------------ | --------------------- | ------------------ |
| BPI (Egyesült Királyság) | arany                 | 1979. március 20.  |
| CRIA (Kanada)            | gyémánt (10x platina) | 1997. május 13.    |
| RIAA (Egyesült Államok)  | 17x platina           | 2003. november 20. |

## Közreműködők
- Tom Scholz – elektromos gitár, akusztikus gitár, clavinet, orgona, basszusgitár
- Brad Delp – ének, akusztikus gitár
- Sib Hashian – dob
- Jim Masdea – dob a Rock & Roll Band-en
- Barry Goudreau – szólógitár, ritmusgitár a Foreplay/Long Time és Let Me Take You Home Tonight dalokon
- Fran Sheehan – basszusgitár a Foreplay és Let Me Take You Home Tonight dalokon